# Bernard Perlin

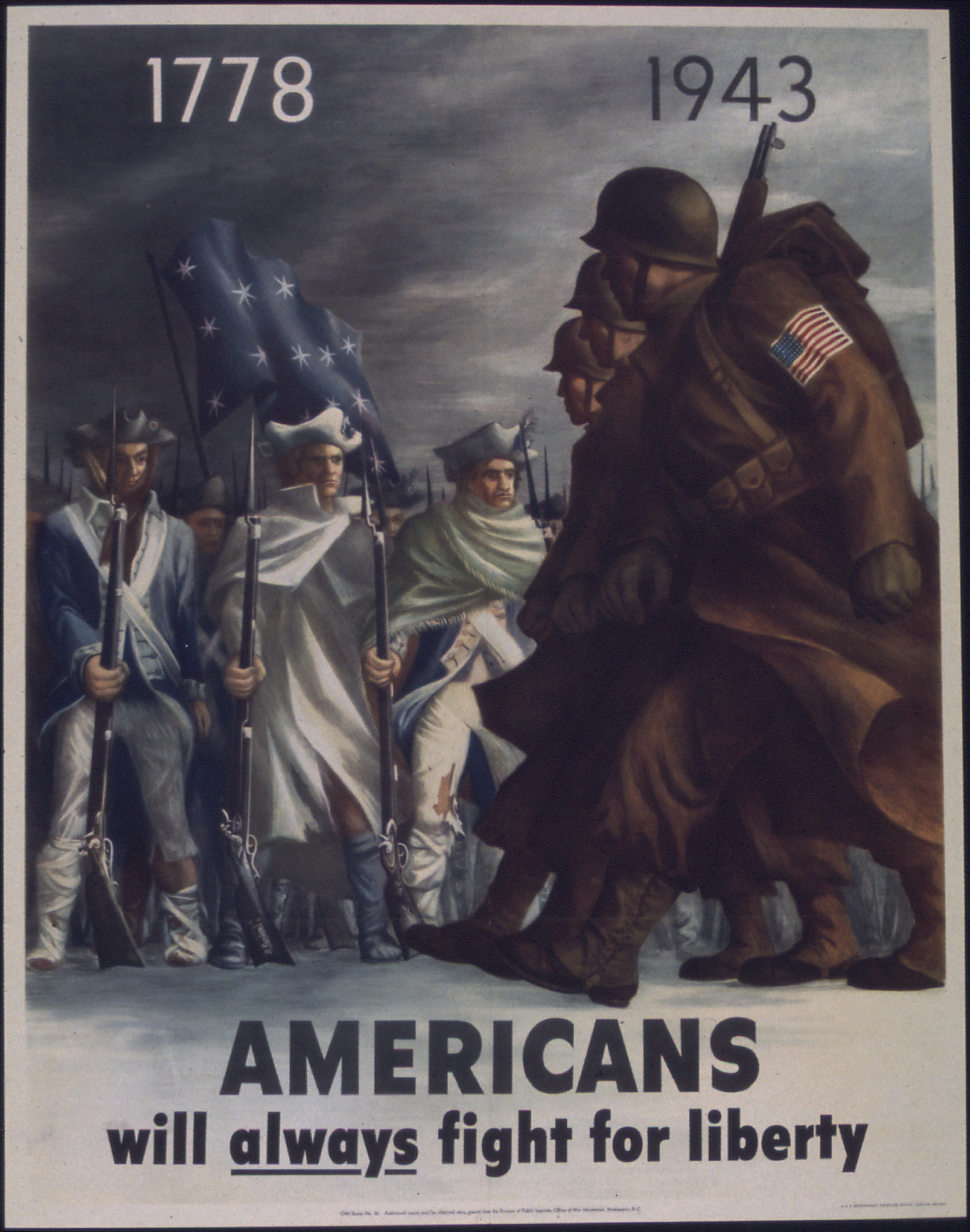
Americans will always fight for liberty (Los estadounidenses siempre lucharán por la libertad, 1943), cartel bélico de Bernard Perlin.

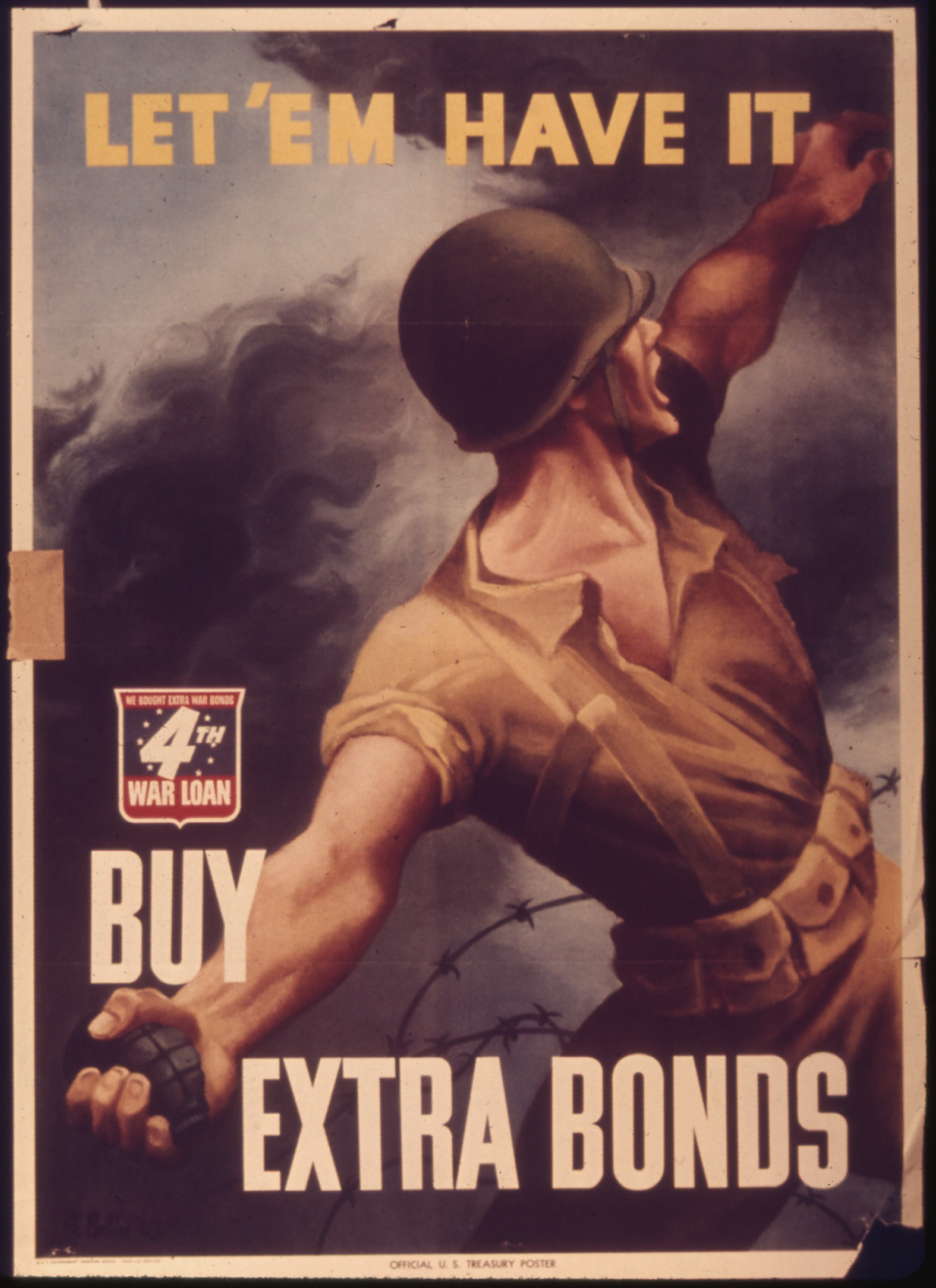
Let'em have it (1943), anuncio publicitario de bonos de guerra diseñado por Bernard Perlin.

Bernard Perlin (Richmond, Virginia, 21 de noviembre de 1918-Ridgefield, Connecticut, 14 de enero de 2014) fue un pintor estadounidense, famoso por sus carteles bélicos y propagandísticos durante la Segunda Guerra Mundial, por las ilustraciones que aparecieron en revistas populares norteamericanas durante las décadas de 1940, 1950 y 1960 y por su obra pictórica, que incluye retratos e imágenes inspiradas en la vida corriente, sobre todo del Estados Unidos urbano.

## Carrera
Los padres de Perlin (Davis Perlin y Anna Schireff) eran judíos que habían emigrado de Rusia. Quedó huérfano de padre a los diez años de edad. Perlin tenía dos hermanas mayores, Mildred y Jeanette. Animado por un profesor de la educación secundaria, se matriculó en la Escuela de Dibujo de Nueva York, donde estudió entre 1934 y 1936. Después fue alumno de Leon Kroll en la Academia Nacional de Dibujo de Estados Unidos en 1937. En 1939, pintó un mural con un paisaje campestre en una oficina postal del Departamento del Tesoro. Hasta 1940 fue miembro de la Arts Student League de Nueva York, donde tuvo como profesores a Isabel Bishop, William Palmer y Harry Sternberg. En 1938, fue seleccionado por la Fundación Kosciusko para estudiar en Polonia.
Perlin ingresó en 1942 el Departamento Gráfico de la Oficina de Información de Guerra de Estados Unidos y creó imágenes para la propaganda bélica norteamericana. Los problemas presupuestarios hicieron que la Oficina cesara prácticamente su actividad en 1944 y fuera abolida en 1945 Perlin mantuvo su producción bélica como artista corresponsal de la revista Life entre 1943 y 1944, y después en la revista Fortune, en 1945. Como corresponsal de Life, envió noticias y dibujos a los Estados Unidos que reflejaban la ocupación de Grecia por las Fuerzas del Eje.
Sus obras más notables del periodo bélico, ambas creadas en 1943, probablemente son dos carteles: uno, titulado Let Em Have It (Tómalo), destinado a publicitar bonos de guerra y que representa a un soldado que lanza una granada; el otro cartel, Americans will always fight for liberty (Los estadounidenses siempre lucharán por la libertad), muestra a combatientes norteamericanos de la Segunda Guerra Mundial que desfilan ante el Ejército Continental de la Guerra de Independencia de los Estados Unidos.
Terminada la guerra, Perlin se centra en la representación de escenas cotidianas, con elementos propios del realismo mágico. En 1948 pintó su obra más famosa, Orthodox Boys (Chicos ortodoxos), en la que representa a dos muchachos judíos ante un muro lleno de pintadas del metro de Nueva York. La pintura pertenece hoy a los fondos de la galería Tate de Liverpool.
Perlin se instaló en Italia seis años, entre 1948 y 1954. Sus obras ganaron un colorido brillante. De vuelta a Nueva York, Perlin se sintió muy incómodo con la competitividad del mundo cultural de la ciudad, por lo que terminó trasladándose a Ridgefield, Connecticut, donde siguió pintando hasta la década de 1970. Tras varios años de retiro, un amigo consiguió que volviera a pintar al óleo en 2012. En 2013 se le dedicó una exposición retrospectiva en una galería neoyorquina. 
Fue beneficiario de la beca Guggenheim en 1954 y 1959.
El 1968 pintó Alcalde Daley (actualmente en el Museo de Arte de Columbus), obra en la que homenajeaba al alcalde de Chicago Richard J. Daley y la Convención Nacional Demócrata de 1968. Esta obra se ha utilizado en medio académicos como ilustración de la Guerra del Vietnam.
Cuando dejó de pintar, Perlin se dedicó a cultivar flores. Murió a los 95 años, en su casa de Ridgefield.

## Vida personal
Perlin era homosexual y alternaba correrías sexuales en los bajos fondos romanos y neoyorquinos con las fiestas de la alta sociedad, donde tenía amistad con artistas como Paul Cadmus, Truman Capote, Leonard Bernstein, Samuel Barber, Gian Carlo Menotti, Aaron Copland, Christopher Isherwood o Carson McCullers. En 1954, en una fiesta de Nochevieja organizada por George Platt Lynes, conoció al modelo de moda Edward Newell, con quien inició una relación amorosa el verano siguiente y con quien finalmente se casó. Newell sobrevivió a Perlin.

## Obra en museos
La obra de Perlin figura entre los fondos de importantes museos e instituciones culturales, como el Instituto Smithsoniano, el MoMA, el Museo Whitney de Arte Estadounidense, el Instituto de Arte de Chicago, la galería Tate de Liverpool o la Biblioteca Militar Pritzker.